# 摔角狂熱XL
摔角狂熱XL（英語：WrestleMania XL）是第40屆摔角狂熱職業摔角按次付費電視節目和世界摔角娛樂電視網賽事，由世界摔角娛樂為其Raw、SmackDown品牌部門製作。賽事於2024年4月6日和7日在宾夕法尼亚州費城的林肯金融球场舉行。這是繼1999年的摔角狂熱XV後，再度在費城和賓夕法尼亞州舉辦的摔角狂熱。
這是WWE被出售給终极格斗冠军赛（UFC）的母公司奋进公司舉辦的首屆摔角狂熱賽事。此次出售於2023年9月完成，WWE和UFC合併成為一個名為TKO集團控股的新實體部門。因此，這也標誌著第一場在TKO旗下舉行的摔角狂熱，而WWE不再受麥馬漢家族控制。這也是最後一場在獨立的世界摔角娛樂電視網上直播的摔角狂熱賽事，該電視網在美國以外的大多數國家在2025年1月開始停止營運，並合併到Netflix。

## 製作

### 背景

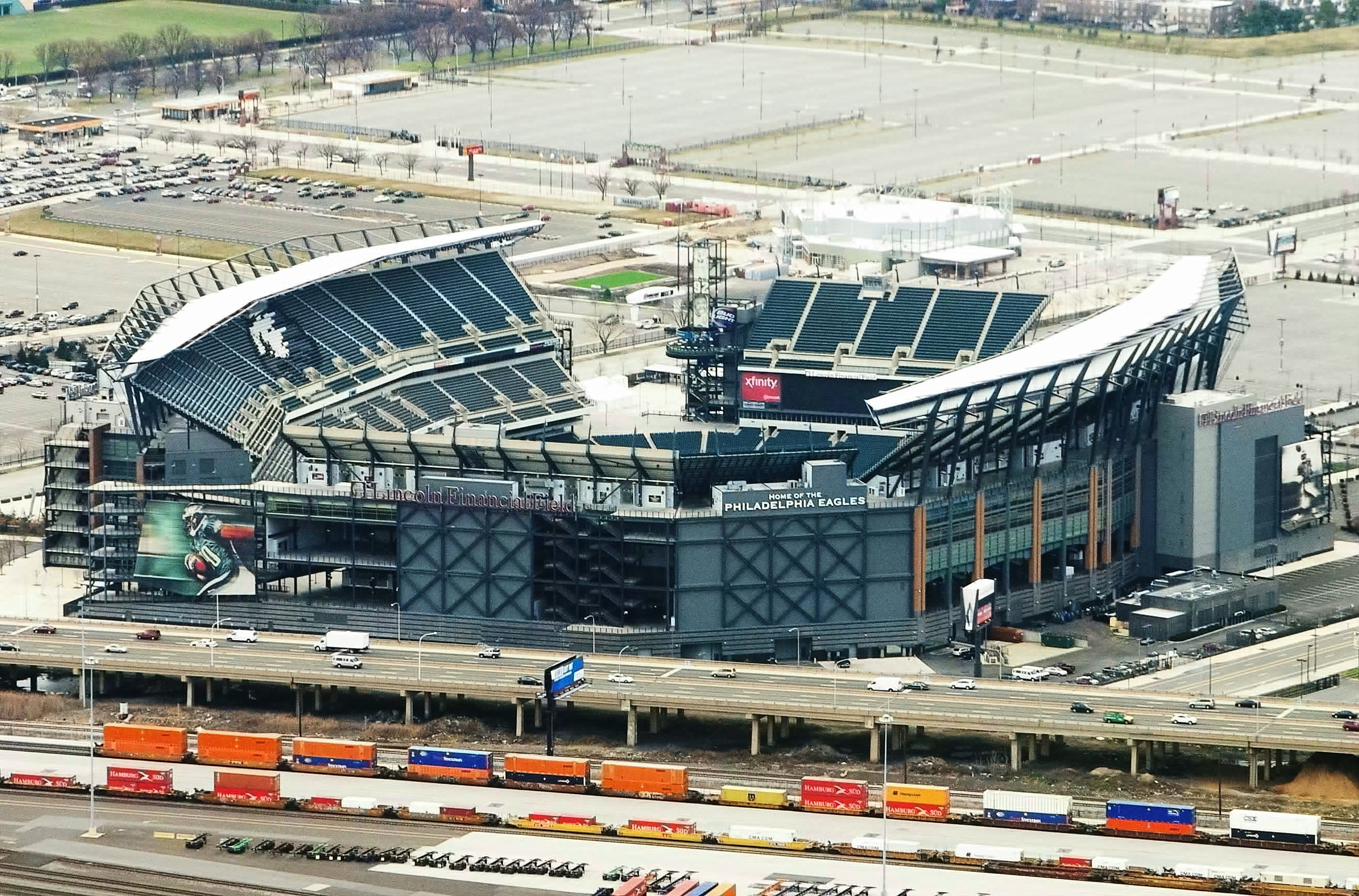
本屆賽事在宾夕法尼亚州費城的林肯金融球场舉行

摔角狂熱被認為是WWE的旗艦級賽事，始於1985年，是歷史上歷時最長的職業摔角賽事，每年於3月中旬至4月中旬舉行。 這是WWE最初的四個按次付費電視節目中的第一個，其中包括皇家大戰、夏日衝擊和強者生存，被稱為“四大賽”。 摔角狂熱被《福布斯》評為全球第六大最有價值的體育品牌， 並被譽為體育娛樂界的超级碗。 如同超級盃，各個城市競相爭奪摔角狂熱的年度舉辦權。
2022年7月27日宣布，宾夕法尼亚州費城的林肯金融球场將於2024年4月6日和7日舉辦摔角狂熱40。 費城市市長吉姆·肯尼熱烈歡迎WWE到該市，並指出這將為城市帶來因粉絲造訪而產生的經濟提升。 本屆賽事的標誌於2022年10月8日在附近的富國銀行中心的極限規則開場前表演中公開。該標誌以自由钟為主題，採用费城老鹰的顏色，並自2014年摔角狂熱XXX以來首次使用罗马数字，正式將賽事名稱定為摔角狂熱XL。 賽事門票於2023年8月18日開賣。 在首日，兩晚的門票共售出超過90,000張，打破WWE去年摔角狂熱所創下的紀錄。

### 劇情
本屆摔角狂熱中的比賽涉及到摔角手們賽前的爭執、情節和劇情線劇本。摔角手將被描繪成正派、反派或角色性格難以區分的角色，在一場或一系列的比賽中製造緊張氣氛和高潮局面。比賽結果由WWE的編劇針對Raw、SmackDown品牌預先確定， 而故事情節則由WWE的每週電視節目，Monday Night Raw、Friday Night SmackDown製作。

#### 世界冠軍賽

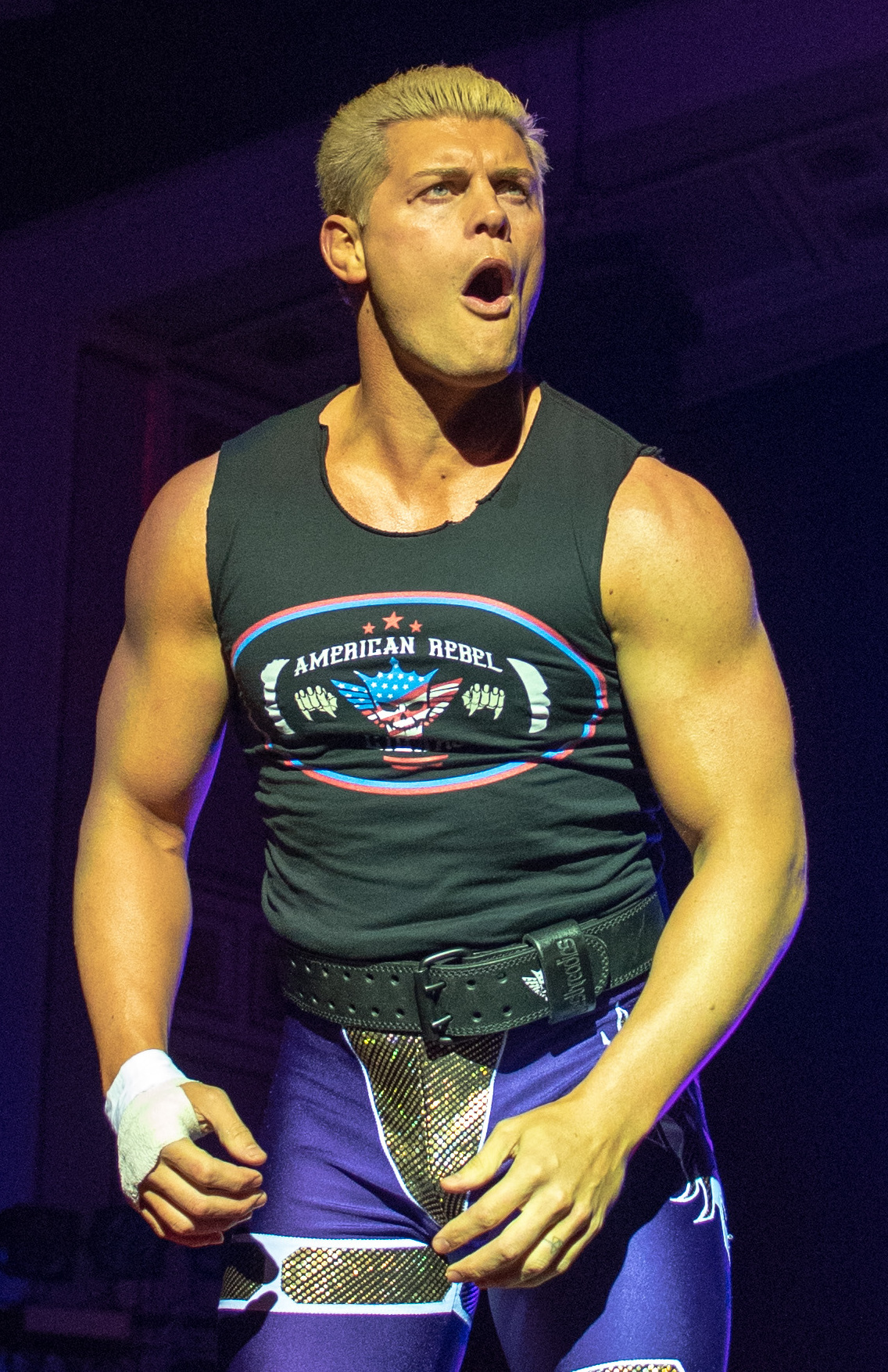
寇帝·羅茲贏得皇家大戰 (2024年)男子皇家大戰比賽，並在摔角狂熱XL第2晚的主賽事中挑戰羅曼·瑞恩斯爭奪SmackDown的無可爭議WWE環球冠軍，這是去年摔角狂熱的一場重賽。在巨石的參與下，羅茲和賽特·“瘋癲”·羅林斯還被安排在第1晚面對“血親家族 (職業摔角)”（瑞恩斯和巨石）

在2022年4月的摔角狂熱38後，寇帝·羅茲回歸WWE，宣布他將以贏得WWE冠軍作為故事結局，這是他的父親德斯提·羅茲從未擁有的頭銜。 同樣在摔角狂熱38，羅曼·瑞恩斯透過成功衛冕WWE環球冠軍和贏得WWE冠軍，成為無可爭議的WWE環球冠軍。 在羅茲贏得2023年皇家大戰比賽但未能在摔角狂熱39擊敗瑞恩斯贏得無可爭議冠軍之後， 羅茲在2024年再次贏得皇家大戰比賽。 隨著在摔角狂熱39後引入世界重量級冠軍， 羅茲作為Raw陣容的一員贏得皇家大戰比賽，因此可以選擇在摔角狂熱XL挑戰世界冠軍頭銜。 在皇家大戰賽事後的新聞發布會上，羅茲表示他想再次面對瑞恩斯爭奪SmackDown的無可爭議WWE環球冠軍， 但在1月29日的Raw節目上，賽特·羅林斯則主張羅茲應該挑戰他爭奪Raw的世界重量級冠軍。 在該週的SmackDown上，羅茲宣布他將不在摔角狂熱挑戰瑞恩斯，並表示在做出決定時曾向某人諮詢過，而這個人對瑞恩斯非常了解。隨後巨石現身，並與瑞恩斯對峙。
在皇家大戰之前的1月1日Raw: Day 1節目中，巨石以驚喜的方式出現，似乎是在向瑞恩斯發出挑戰，詢問自己是否應該成為“一家之主”，這是對他們透過安諾伊家族關係的提及。三年多來，瑞恩斯一直宣稱自己是“一家之主”和“血親家族”的部落首領。 在2月2日的SmackDown節目上，巨石和瑞恩斯面對面，並於2月8日舉行的摔角狂熱XL賽前媒體活動上宣布，他們將在摔角狂熱XL的主賽事中爭奪無可爭議的WWE環球冠軍。然而，羅茲出現並主張由於他贏得皇家大戰，他贏得決定主賽事的權利，宣布他已經改變主意，將在摔角狂熱挑戰瑞恩斯爭奪冠軍。在提到彼此的家庭後，巨石聲稱他和羅茲現在有爭執，並打了羅茲的臉，羅林斯則支持羅茲。
在接下來的SmackDown節目上，WWE首席內容官Triple H確認摔角狂熱XL第2晚的主賽事將是瑞恩斯對羅茲以爭奪無可爭議的WWE環球冠軍。 在最初宣布他不會在摔角狂熱挑戰雷恩斯，而似乎是巨石挑戰瑞恩斯時，這引起粉絲反彈，#WeWantCody在媒體活動之前在社群媒體上成為熱門話題。 在2月12日的Raw節目上，羅茲聲稱是因為粉絲才改變他的決定，決定挑戰瑞恩斯。羅林斯打斷談話並表示他理解羅茲的決定，提出要成為他的支援，因為瑞恩斯總是有家人在他身邊。 作為回應，巨石在該週的SmackDown節目上轉成反派，正式加入“血親家族”，並發誓將盡一切力量確保羅茲無法完成他的故事。
在2月24日的行刑室鐵籠戰：珀斯上，羅茲要求挑戰巨石進行一對一的比賽，羅林斯再次強調將在羅茲面對“血親家族”時支持他。 在接下來的SmackDown節目上，巨石拒絕羅茲的挑戰，而是提出一個條件：在摔角狂熱第1晚的主賽事中，由羅茲和羅林斯對巨石和瑞恩斯進行一場雙打比賽，並增加一個條款，如果羅茲和羅林斯贏得比賽，那麼“血親家族”在第2晚的無可爭議WWE環球冠軍賽中將被禁止待在場邊，然而，如果巨石和瑞恩斯贏得比賽，那麼冠軍賽將按照“血親家族”的規則進行，也就是任何事情都可以發生。 羅茲和羅林斯在下周的節目上出現，並接受挑戰。

#### 非主战赛
在2022年7月举行的夏日狂潮大赛上，贝莉伤愈复出，并与达科塔·凯、紫雷组成三人组合灾害控制小队。之后在2023年11月，此前与贝莉有过节的宝成海里回归WWE，与贝莉冰释前嫌，跟随明日华加入小队，此前由宝成和明日华组成的歌舞伎武士双打组合再度合体。在之后的SmackDown节目中，灾害小队多次捍卫WWE女子双打冠军，其中紫雷更拿下WWE女子冠軍。在2024年的皇家大战上，贝莉拿下女子皇家大战的冠军，获得在摔角狂热大赛上挑战任一女子冠军头衔的资格。比赛开始前，贝莉透露自己一旦拿下女子皇家大战的胜利，就会挑战Raw的女子冠军，希望灾害小队借此机会一统Raw和SmackDown两大品牌的冠军头衔。然而到了2月2日的SmackDown节目中，贝莉无意间听到紫雷、明日华和宝成在用日文讲她的坏话，而贝莉其实懂日语，完全明白三个人在说什么。随后明日华和宝成变节，袭击了贝莉，甚至将贝莉踢出灾害小队；此次事件标志着贝莉自2019年以来第一次变为正派角色。在击败灾害小队其他成员之后，贝莉宣布在摔角狂热上挑战紫雷的WWE女子冠军。就在明日华、紫雷和宝成袭击贝莉的时候，达科塔·凯一直不见踪影，似乎为她倒戈向贝莉留下伏笔。不过在3月1日的SmackDown节目中，凯还是攻击了贝莉，标志着灾害小队四人为同一阵线。除了与贝莉的恩怨，灾害控制小队还与娜奥米和比扬卡·巴莱尔展开剧情。在3月29日的《SmackDown》中，比扬卡战胜了宝成，随后灾害控制小队冲上擂台攻击了比扬卡和娜奥米，杰德·卡吉尔救场，其中杰德是在几个礼拜的宣传后首次亮相SmackDown品牌。随后官方宣布杰德、娜奥米、比扬卡在摔角狂热与灾害小队进行一场三对三组合赛。
由于男子皇家大战和女子皇家大战的优胜者分别选择挑战SmackDown品牌的男子冠军和女子冠军，Raw品牌男子冠军和女子冠军的挑战赛由“铁笼密室淘汰赛：珀斯”的男子铁笼密室淘汰赛和女子铁笼密室淘汰赛决出。最终贝姬·林奇拿下女子铁笼密室淘汰赛的胜利，将挑战Raw女子世界冠軍蕾娅·里普利；祖魯·麥金泰爾拿下男子铁笼密室淘汰赛的胜利，将挑战世界重量级冠军“疯子”賽特·羅林斯，而这场比赛会在第二晚的摔角狂热大赛进行。
由于多位摔角手都剑指Raw洲際冠軍甘特，Raw节目总经理亚当·皮尔斯宣布在3月11日晚的Raw节目中举行车轮战，以决出最终的挑战者。最终萨米·赞恩拿下挑战者资格。
在3月11日的Raw节目中，Raw节目总经理亚当·皮尔斯和SmackDown节目总经理尼克·艾迪斯宣布芬恩·貝勒和牧师达米安组成的审判日小队会在一场有六支双打组合参加的梯子赛中捍卫毋庸置疑WWE双打组合冠军，五支挑战组合会通过Raw及SmackDown节目的资格赛决出，其中三支队伍来自Raw，两支来自SmackDown。Raw的三支队伍在3月18日的节目中决出，分别为约翰尼·加尔加诺与托马索·钱帕的DIY小队、米茲和R-Truth的牛逼真理，以及科菲·京斯頓和泽维尔·伍兹的新日组合。
在2023年12月15日的SmackDown节目中，伤愈复出的A·J·史泰爾斯与LA骑士联手击败血親家族的挑战，但斯泰尔斯事后变节，用铁椅攻击了LA骑士。据斯泰尔斯后来解释，之所以背叛LA骑士，是因为骑士拿走他在2023年10月快车道大赛上双打组合赛名额，“踩着他的尸体上位”。在2024年1月的皇家大战中，斯泰尔斯和LA骑士都参加了争夺毋庸置疑WWE环球冠军的四强争霸大赛，结果双双落败。后来LA骑士拿下2月男子铁笼密室淘汰赛的参赛资格，斯泰尔斯错失机会。铁笼赛进行的时候，斯泰尔斯闯入铁笼，用铁椅攻击了LA骑士，导致LA骑士无法正常比赛而淘汰。经过连续几个礼拜的纠纷，LA骑士提出要在摔角狂热XL上打一场比赛，得到斯泰尔斯同意。
在2023年夏季之前，SmackDown品牌组合烏索兄弟还是家族团队血親家族的一份子。然而，由于团队领袖罗曼·雷恩斯的操控，乌索兄弟被迫离开，而且在合约阶梯大赛上与雷恩斯和索洛·西科亚进行一场“手足相残”之战，最终拿下胜利。后来在8月份举行的夏日狂潮大赛上，杰伊·乌索挑战了洛恩斯的毋庸置疑WWE环球冠军，结果吉米在比赛中途闯入，干扰了比赛。在次日的SmackDown节目中，吉米表示之所以害杰伊无法完成比赛，是因为不希望看到杰伊获得权力后像雷恩斯一样变坏。杰伊听完这番话，气不打一处来，攻击了吉米，并“离开”WWE，后来又重新出现在Raw的选手花名册上。另一方面，吉米重新加入血亲家族，而且每逢杰伊出场比赛的时候，他都会出场干扰，害杰伊无法顺利完成比赛。在2024年1月的皇家大战上，吉米和杰伊两人成为最先两个获得比赛资格的选手。在2月的一场洲际冠军头衔赛上，吉米又让杰伊无法完赛。到了3月11日Raw节目，杰伊彻底向吉米摊牌，提出要在摔角狂热XL上打一场比赛，吉米在同个星期的SmackDown节目中表示同意。
在皇家大战上，罗根·保罗引诱凱文·歐文斯使用指節套環攻击自己，结果被裁判认定欧文斯违规使用武器，让罗根成功捍卫全美冠军。在次月的“铁笼密室淘汰赛：珀斯”中，保罗、欧文斯和蘭迪·歐頓参加了男子铁笼密室淘汰赛，这次保罗再次引诱奥顿使用指節套環袭击，让奥顿也输掉比赛。在3月8日的SmackDown节目中，保罗与商业伙伴KSI宣布旗下功能饮料品牌Prime正式成为WWE官方合作伙伴，以后Prime的商标会在每场PPV大赛及直播赛事中出现在摔角台垫子中央，因此Prime成为WWE第一个在擂台垫子中央打广告的品牌。消息宣布完后，奥顿突然闯入，准备向保罗祭出一记RKO，结果保罗把KSI推上前，让KSI替自己吃了RKO，自己顺利逃过一劫。随后一个礼拜的节目中，SmackDown总经理尼克·艾迪斯宣布保罗会在摔角狂热大赛上进行一场捍卫全美冠军的三重威胁赛，对阵欧文斯和奥顿。
在2023年11月4日举行的宝冠大赛上，雷·密斯特里歐在拉丁裔世界秩序组合的队友桑托斯·埃斯科巴将保罗·罗根标志性的铜指环留在擂台上，让保罗用指环攻击了雷，从而赢走了雷的美国冠军。在次周的SmackDown节目中，拉丁裔世界秩序组合成员卡里托指控埃斯科巴故意把指环留在擂台上。当天晚些时候，埃斯科巴袭击了卡里托，雷上前检查卡里托伤势，也遭到埃斯科巴攻击，左膝盖被埃斯科巴用铁台阶砸了一下，继而受伤。此役过后，埃斯科巴离开组合，正式转为反派。经过三个月的休养，雷于3月1日的SmackDown节目中回归，帮助卡里托在街头战中击败埃斯科巴。三个礼拜后，在雷儿子多米尼克·密斯特里奥的干扰下，埃斯科巴击败了雷。此前多米尼克在2022年9月举行的城堡冲突中背叛自己的父亲雷，加入了审判日组合。一个礼拜后，埃斯科巴和他的幻影遗产组合队友感谢多米尼克出手相助。随后雷出场，向大家介绍自己的新队友龙李，同时向埃斯科巴和多米尼克下战书，在摔角狂热打一场双打组合赛。

### 未成行比赛
上一次出场还是在2023年8月夏日狂潮大赛的布洛克·雷斯納原计划在皇家大战上回归，并在摔角狂热XL上对阵甘特。然而，由于牵涉到文斯·麥馬漢的性贩卖官司，莱斯纳没有如期在皇家大战出现，原定在摔角狂热大赛前为他铺设的剧情也被拿掉。
2023年11月，阔别WWE近10年的CM Punk在“幸存者大战：战争游戏”上回归，原计划会在摔角狂热大赛上挑战“疯子”赛特·罗林斯的Raw世界重量级冠军。结果CM Punk在男子铁笼密室淘汰赛上右三头肌负伤，预计缺阵数月，原定在摔角狂热上进行的冠军赛被迫取消。

## 战况

摔角狂热XL主舞台

### 第一晚

#### 正赛
第一晚首场比赛，蕾娅·里普利与贝姬·林奇进行一场女子世界冠军头衔赛。比赛过程中，林奇对里普利使出锁臂屈服计（Dis-arm-her），里普利扭转为正面坐摔（sit-out powerbomb）逃脱，其后双肩压力林奇三秒未果。里普利祭出正面抱摔（Riptide），林奇以侧面抱摔（Manhandle Slam）回应，同样双肩压力三秒未果。里普利再度使用正面抱摔，再度压力三秒，未果。到比赛高潮阶段，林奇二度祭出侧面抱摔，里普利以连续两个正面抱摔作为回应，继而成功双肩压力三秒林奇，成功卫冕冠军。
第二场比赛，审判日（芬·巴洛尔和牧师达米安）在一场有六组双打组合参加的阶梯赛中捍卫毋庸置疑WWE双打组合冠军（即Raw双打冠军和SmackDown双打冠军），对阵#DIY（约翰尼·加尔加诺和托马索·钱帕）、新一日（科菲·金斯顿和泽维尔·伍兹）、牛逼真理（米兹和R-Truth）、双A小子（奥斯汀理论和格雷森·沃勒），以及新擒拿共和国（皮特·邓恩和泰勒·贝特）。本场比赛中，两组冠军的金腰带悬挂在擂台上，参赛选手将两组腰带摘下，比赛才算结束。比赛过程中，Truth对巴洛祭出霸王举鼎（Attitude Adjustment），随后双肩压力三秒，以为这样就能拿下比赛的胜利。米兹赶紧过来提醒他，说这不是一场普通的双打比赛，把腰带摘下来才算获胜。Truth提议让#DIY去争夺Raw双打冠军，自己和米兹去争夺SmackDown双打冠军。结果#DIY和牛逼真理被双A小子放倒，双A小子登上阶梯，成功摘下SmackDown双打冠军腰带，成为新科SmackDown双打冠军。随后审判日成员JD·麦克唐纳闯进擂台，登上阶梯，结果梯子被新一日放倒，JD砸在场边的桌子上。到比赛末段，Truth向牧师祭出另一记霸王举鼎，将牧师从擂台上绳抛向台面。随后Truth登上阶梯，为自己和队友米兹拿下Raw双打冠军的腰带，Truth也因此成为史上最年长的Raw双打冠军，同时拿下个人第一场摔角狂热比赛的胜利。至此，WWE毋庸置疑双打组合冠军的两组腰带正式分家。
接下来一场比赛，神秘人雷尔与安德拉德（由雷尔在拉丁裔世界秩序的队友卡里托、克鲁兹·德尔·托罗、华金·王尔德和泽琳娜·维加伴随）对阵桑托斯·埃斯科巴和多米尼克·密斯特里奥（由埃斯科巴在幻影遗产的队友安吉尔·加尔萨、温贝托·卡里略和艾丽卡·洛佩兹伴随）。比赛末段，两名蒙面男子闯入场内帮助神秘人雷尔，同时给多米尼克和埃斯科巴两个人来了一记619。随后安德拉德放倒多米尼克，神秘人雷尔双肩压力埃斯科巴三秒取胜。比赛结束后，蒙面男子摘下面具，他们其实是费城老鹰队进攻前锋贾森·凯尔斯和莱恩·约翰逊。
第四场比赛，孪生兄弟杰伊·乌索和吉米·乌索进行一场兄弟相残的比赛。将1994年3月摔角狂热10布雷特·哈特对阵歐文·哈特，以及2009年4月摔角狂热25傑夫·哈迪对阵麥特·哈迪的比赛计算在内，杰伊和吉米是第三对在摔角狂热大赛上兄弟相残的亲兄弟。比赛过程中，兄弟俩多次向对方祭出大脚踢（Superkick）。有一次杰伊正准备祭出大脚踢的时候，吉米突然跪在地上向杰伊道歉，想跟杰伊握手示好。就在杰伊上前握手，将吉米拉起来的时候，吉米蒙推杰伊一把，顺势使出大脚踢，继而祭出上绳飞扑（Frog Splash），双肩压力三秒未果。到比赛末段，杰伊用飞冲肩（Spear）放倒吉米，之后祭出上绳飞扑（Uso Splash），双肩压力三秒赢得比赛。
之后是一场三对三女子双打赛，由杰德·卡吉尔、比扬卡·巴莱尔和娜奥米对阵灾害控制小队（达科塔·凯、明日华和宝成海里）。比赛末段，明日华不慎将嘴里含着的迷雾（Spit Mist）喷在宝成的脸上，比扬卡用修长的马尾辫鞭倒明日华，继而使用扛摔（KOD）。随后杰德对凯使用举摔（Jaded），双肩压力三秒拿下胜利。
主战赛前的最后一场比赛，甘特捍卫洲际冠军，对阵萨米·泽恩。萨米对甘特使出大脚踢（Helluva Kick），甘特以锁头（sleeper hold）屈服计反击。萨米成功争夺，准备使出旋转侧抱摔（Blue Thunder Bomb），结果被甘特反制，再度使用锁头。随后甘特使出双肩踹（dropkick），再以炸弹摔（powerbomb）接力，双肩压力三秒未果。甘特又接连使出炸弹摔，继而双肩压力，但被萨米挣脱。甘特开始嘲笑坐在观众席前排的萨米老婆，继而对萨米使出多个上绳飞扑。就在甘特爬上边绳柱子时，萨米马上祭出大脚踢，又以垂直下落摔（Brainbuster）接力。接着萨米连续使出大脚踢，双肩压力三秒，第四次拿下洲际冠军，终结了甘特长达666天的洲际冠军生涯。

#### 主战赛
第一晚的主战赛，血亲家族（巨石和罗曼·雷恩斯，由保罗·海曼陪同）对阵科迪·罗兹和“疯子”赛特·罗林斯。如果罗兹和罗林斯拿下这场比赛，在明晚雷恩斯和罗兹争夺WWE环球冠军的主战赛中，血亲家族的所有成员将不能出现在擂台边；而如果巨石和雷恩斯获胜，明晚的主战赛将在血亲家族指定的规则下进行。比赛过程中，巨石和罗林斯一度打出擂台外，巨石警告裁判查德·帕顿（Chad Patton）不要进行场外读秒，否则就会亲自炒他鱿鱼。随后雷恩斯将巨石交接进场，巨石偷袭了罗林斯的下体（low blow）。而在巨石的控制下，裁判帕顿不敢叫停比赛，只能是跟罗兹道歉。随后巨石对罗林斯进行四号锁腿（sharpshooter），罗兹扇了巨石一记耳光，让罗林斯趁机解脱。随后雷恩斯一边流着鼻血，一边对罗兹使出飞冲肩，结果被罗兹用滚翻摔（Sunset Flip）反击，双肩压力三秒未果。之后罗林斯对雷恩斯使出第二记暴力踩踏（Stomp），罗兹以螺旋桨（Cross Rhodes）接力。就在罗兹准备双肩压力的时候，巨石将裁判拉出擂台。雷恩斯缓过神，从罗兹身后偷袭了他的下盘，继而以飞冲肩接力。巨石见状将裁判拉回擂台，让他给双肩压力读秒，没有成功。回到擂台，巨石准备使出人民肘击，被罗兹用螺旋桨反击。雷恩斯准备对罗兹使出飞冲肩，结果罗兹被罗林斯一把推开，让巨石吃了飞冲肩。擂台外，对巨石使出谷底碎摔（Rock Bottom），砸烂了解说席。同一时间，雷恩斯飞冲肩冲倒了观众席围栏边的罗林斯，连围栏一起撞烂。回到擂台，罗兹准备对雷恩斯使出第三记螺旋桨，还没出招就被巨石用举重腰带鞭倒，雷恩斯趁机对罗兹飞冲肩。之后雷恩斯将巨石交接进场，巨石对罗兹使出谷底碎摔，双肩压力三秒拿下比赛。由于血亲家族取得了比赛胜利，明晚的冠军赛将依照血亲家族的规则进行。此外，这场比赛长达整整45分钟，是摔角狂热史上第二长的比赛，仅次于1996年3月摔角狂热13布雷特·哈特对尚恩·麥可的比赛（1小时1分56秒）。

### 第二晚

#### 正赛
第二晚首场比赛，“疯子”赛特·罗林斯捍卫世界重量级冠军，对阵德鲁·麦金泰尔，CM Punk担任这场比赛的特邀嘉宾解说。比赛开始没多久，德鲁砍刀脚放倒罗林斯，双肩压力三秒不成。擂台外，德鲁拿起手机和场边的妻子自拍，回过头来吃了罗林斯祭出的名门攻击（Pedigree）。德鲁险些被裁判场外读秒淘汰，回到擂台时立马吃了罗林斯的暴力踩踏，但罗林斯双肩压力不成。德鲁又把注意力转向CM Punk，开始嘲笑CM Punk，还模仿他的必杀技永久沉睡（Go To Sleep），结果被罗林斯用摇篮式过肩摔反身双肩压力，但没有成果。之后德鲁再次对罗林斯使用剪刀脚，双肩压力也没成功。到比赛高潮阶段，德鲁再次使用剪刀脚，罗林斯闪开。德鲁继续剪刀脚，继而双肩压力，赢得WWE世界冠军。比赛结束后，德鲁站上解说席，当着CM Punk的面作出胯部劈掌（crotch chop）的不雅手势，觉得被侮辱的CM Punk站起身，一把拉倒德鲁。之后CM Punk摘掉护臂，用护臂打了德鲁。2023年合约公文包先生牧师达米安见德鲁倒在地上，立马冲上擂台兑换冠军挑战者合约，对着德鲁使出一记锁喉摔（South of Heaven），双肩压力，偷走了德鲁刚到手的冠军腰带。达米安成为近50年来第一位波多黎各裔WWE世界冠军，也是继裴卓·莫蕊爾后第二位波多黎各裔WWE世界冠军。此外，达米安也是第二位在摔角狂热大赛中兑现合约公文包的选手（第一位是2015年在摔角狂热31兑现的罗林斯）。
接下来，骄傲小子（鲍比·莱斯利、安吉洛·道金斯和蒙特兹·福特，由B-Fab陪同）与遗言战队（卡里恩·克罗斯、阿卡姆和雷扎尔，由斯嘉丽·埃勒林和保罗·埃勒林陪同）进行一场三对三的费城街头大战。本场比赛由WWE名人堂成员史努比狗狗担任特邀嘉宾解说员，WWE名人堂成员布巴·雷·达德利出任特邀嘉宾裁判。比赛末段，克罗斯与达德利发生争吵，还推了达德利一把。达德利拿出一副汉森兄弟（Hansen Brothers）眼镜戴起来，又示意“抄桌子”。福特和道金斯抄出一张桌子，支在擂台上，由福特把克罗斯放在桌子上。之后福特上绳飞扑克罗斯，顺带砸烂桌子。莱斯利趁机双肩压力克罗斯，赢得比赛。比赛结束后，史努比狗狗进入擂台，与骄傲小子和达德利庆祝骄傲小子获胜。
之后，LA骑士对阵AJ·斯泰尔斯。比赛还没开始，骑士和斯泰尔斯就爆发争吵。就在骑士准备对斯泰尔斯使出过肩摔（superplex）的时候，斯泰尔斯滑铲搬到了骑士，让骑士一头撞向擂台边柱。到高潮阶段，斯泰尔斯准备对骑士使出凌空飞肘（Phenomenal Forearm），骑士用断头台（Blunt Force Trauma）反击，顺势双肩压力取胜，拿下个人在摔角狂热的首胜。
接下来，罗根·保罗（由Prime功能饮料吉祥物陪同）捍卫全美冠军，对阵兰迪·奥顿和凯文·欧文斯。这场比赛是一场三重威胁赛，但整场比赛下来，兰迪和凯文一直在联手对付罗根。后来兰迪和凯文争着对罗根双肩压力，继而你一拳我一拳打起来，让保罗有机会离开擂台喘息。凯文准备对兰迪使出下顎粉碎踢（stunner），兰迪以RKO反击，双肩压力三秒未果。随后保罗用指环铜套攻击了兰迪，双肩压力未果。之后兰迪准备使用住院脚（Punt Kick），结果Prime吉祥物将保罗拉出擂台，原来这个吉祥物是网红IShowSpeed。兰迪对IShowSpeed使用RKO，砸穿了解说台。回到擂台，凯文准备对兰迪施出突袭式炸弹摔，被兰迪用RKO反击。保罗将兰迪扔出擂台，之后对凯文使出上绳飞扑，双肩压力三秒，卫冕冠军。
主战赛前的最后一场比赛，紫雷捍卫WWE女子冠军，对阵贝莉。比赛过程中，紫雷连续两次对贝莉使出拱桥后翻摔，反身双肩压力未果。之后紫雷祭出STF，以十字锁脸接力。贝莉成功摆脱，对紫雷祭出侧抱摔（Bayley to Belly），双肩压力未果。之后紫雷使出镰月弯刀，贝莉闪开。之后贝莉用肘部墜擊撞倒紫雷，再以頭部固定下潛摔（Rose Plant）接力，双肩压力三秒拿下生涯第二个冠军。

#### 主战赛
第二晚的主战赛，罗曼·雷恩斯（由保罗·海曼）陪同按照血亲家族规则捍卫WWE环球冠军，对阵科迪·罗兹。比赛过程中，雷恩斯和罗兹打进观众席，罗兹过肩摔放倒了雷恩斯，砸烂了观众席里的桌子。回到擂台，雷恩斯先是一个背部过肩摔，接着一个漁夫式背摔放倒罗兹，双肩压力未果。擂台外，雷恩斯用炸弹摔放倒罗兹，将解说席砸烂。两人又打回擂台，罗兹对雷恩斯使用螺旋桨。就在罗兹准备第二次使用螺旋桨的时候，吉米·乌索袭击了罗兹，杰伊·乌索进来救场，结果两人在入场坡道上面打了起来，杰伊用一记飞冲肩撞到了吉米，吉米砸在坡道下方的桌子上。回到场上，雷恩斯对罗兹使用断头台锁颈（guillotine choke），罗兹一把将他推开，自己也和他掉下擂台。在场外，罗兹飞冲肩冲倒了雷恩斯，顺带撞破了观众席的挡板。和去年的摔角狂热一样，罗兹两次对雷恩斯使用螺旋桨，到准备第三次使用的时候，索洛·西科亚出场，对罗兹使用 萨摩亚穿刺。
然而，索洛和雷恩斯分别接力使出萨摩亚穿刺和飞冲肩的时候，罗兹成功闪开。此时本身和血亲家族有过节的約翰·希南冲进场，放倒了索洛和雷恩斯。这时巨石也出场，跟死敌塞纳怒目对视，继而对塞纳使出谷底碎摔。之后神盾軍的背景音乐响起，罗林斯穿着神盾军的衣服，拿着一把铁椅出现，准备用铁椅攻击巨石，结果吃了雷恩斯的超人冲拳。随后巨石准备用举重腰带袭击罗兹，送葬者出现，给了巨石一记锁喉抛摔，场上一片混乱。彼时雷恩斯有机会用铁椅拍倒罗兹，但转念一想，把铁椅砸在罗林斯的背上，以此来报10年前罗林斯被判雷恩斯，导致神盾军分裂之仇。之后雷恩斯准备对罗兹飞冲肩，罗兹闪开，连续用三个螺旋桨反击，继而双肩压力终结比赛，成为新科WWE冠军，终结了雷恩斯长达1316天、WWE史上第四长的世界冠军卫冕纪录。赛后罗兹与WWE现役及退役的超级巨星，以及家人庆祝胜利。

## 比賽

### 4月6日
| 序号               | 结果 | 比赛类型 | 时长  |
| ------------------ | --- | --- | ----- |
| 1                  | 蕾雅·莱普利 (c) 击败 贝姬·林奇（双肩压力取胜） | WWE女子世界冠军单打头衔赛 | 17:05 |
| 2                  | 双A小子（奥斯汀·理论、格雷森·沃勒）与牛逼真理 （米茲、R-Truth）击败 审判日（芬恩·貝勒、牧师达米安）(c)、#DIY（约翰尼·加尔加诺、托马索·钱帕）、新一日（科菲·京斯頓、泽维尔·伍兹）和新擒拿共和国（皮特·邓恩、泰勒·贝特）（分别摘下SmackDown雙打冠軍和Raw雙打冠軍） | WWE毋庸置疑双打冠军六组双打组合阶梯赛 两条腰带都被拿下，比赛才算结束 | 17:25 |
| 3                  | 雷·密斯特里歐和安德拉德（卡里托、克鲁兹·德尔·托罗、华金·王尔德和泽琳娜·维加陪同）击败 桑托斯·埃斯科巴和多米尼克·密斯特里奥（安吉尔·加尔萨、温贝托·卡里略和艾丽卡·洛佩兹陪同）（双肩压力取胜）                                                                    | 双打赛 | 11:05 |
| 4                  | 杰伊·乌索 击败 吉米·乌索（双肩压力取胜） | 单打赛 | 11:05 |
| 5                  | 杰德·卡吉尔、比扬卡·巴莱尔和娜奥米 击败 灾害控制小队（达科塔·凯、明日华和宝成海里）（双肩压力取胜） | 女子三人组合赛 | 8:05  |
| 6                  | 萨米·泽恩 击败 甘特 (c) （双肩压力取胜） | WWE洲際冠軍单打头衔赛 | 15:30 |
| 7                  | 血親家族 (巨石 和 羅曼·瑞恩斯) 擊敗 寇帝·羅茲 和 賽特·“瘋癲”·羅林斯（双肩压力取胜） | 雙打賽 如果羅茲和羅林斯獲勝，則“血親家族”的所有成員將被禁止在第2晚的羅茲對瑞恩斯的無可爭議WWE環球冠軍賽中站在場邊。 如果瑞恩斯和巨石獲勝，則第2晚的冠軍賽將按照“血親家族”的規則進行。 | 44:35 |
| - (c) – 冠军持有者 | | |       |

### 4月7日
| 序号               | 结果 | 比赛类型                                                       | 时长  |
| ------------------ | --- | -------------------------------------------------------------- | ----- |
| 1                  | 祖魯·麥金泰爾 击败 賽特·羅林斯 (c)（双肩压力取胜） | WWE世界重量级冠军单打头衔赛                                    | 10:30 |
| 2                  | 牧师达米安 击败 祖魯·麥金泰爾 (c)（双肩压力取胜） | WWE世界重量级冠军单打头衔赛 牧师兑换合约公文包挑战祖鲁的冠军。 | 0:09  |
| 3                  | 骄傲小子（鮑比·萊士利、安吉洛·道金斯和蒙特兹·福特，B-Fab陪同）击败 遗言战队（卡里恩·克罗斯、阿卡姆和雷扎尔)，斯嘉丽·埃勒林和保罗·埃勒林陪同）（双肩压力取胜） | 费城街头大战 布巴·雷·达德利担任特邀嘉宾裁判。                  | 8:35  |
| 4                  | LA骑士 击败 A·J·史泰爾斯（双肩压力取胜） | 单打赛                                                         | 12:25 |
| 5                  | 罗根·保罗 (c)（IShowSpeed陪同）击败 凱文·歐文斯和蘭迪·歐頓（双肩压力取胜）                                                                                    | WWE美國冠軍三重威胁头衔赛                                      | 17:40 |
| 6                  | 贝莉 击败 紫雷 (c)（双肩压力取胜） | WWE女子冠军单打头衔赛                                          | 14:20 |
| 7                  | 寇帝·羅茲 击败 羅曼·瑞恩斯 (c)（保羅·黑門陪同）（双肩压力取胜）                                                                                               | WWE毋庸置疑环球冠军无限制赛赛                                  | 33:25 |
| - (c) – 冠军持有者 | |                                                                |       |

## 外部連結
- 摔角狂熱官方網站（英文）